# Malawi Roads Authority
Die Malawi Roads Authority (MRA) ist eine staatliche Organisation in Malawi. Sie wurde 2006 durch einen Act of Parliament des Parlaments von Malawi gegründet um die Unterhaltung der öffentlichen Straßen zu gewährleisten. Die Organisation ist verantwortlich für den Bau, die Unterhaltung und Verwaltungs des Straßennetzes von Malawi.
Diese Straßennetz besteht aus Main Roads, Tertiary Roads und Secondary Roads, bis hin zu den Fahrspuren und Pfaden auf der untersten Ebene.